# Рубанка (Сумская область)
Рубанка (укр. Рубанка) — село,
Рубанский сельский совет,
Недригайловский район,
Сумская область,
Украина.
Код КОАТУУ — 5923585001. Население по переписи 2001 года составляло 347 человек .
Является административным центром Рубанского сельского совета, в который, кроме того, входят сёла
Овечья и
Шкроботы.

## Географическое положение
Село Рубанка находится на расстоянии в 1,5 км от села Овечья.
По селу протекает пересыхающий ручей с запрудой.

## История
- Село Рубанка основано в первой половине XVIII века.

## Экономика
- Молочно-товарная ферма.
- «Рубанское», ООО.

## Объекты социальной сферы
- Школа І-ІІ ст.